# Viêt Võ Dao

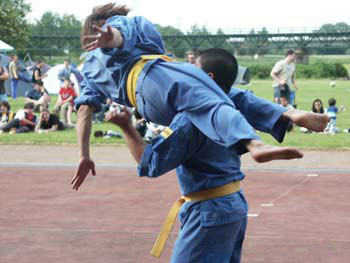
Gesprungene Beinschere (Vovinam-Technik)

Việt Võ Đạo (vietnamesisch 越武道) bezeichnet die „Philosophie“, die vielen vietnamesischen Kampfkünsten zu Grunde liegt. Der Begriff wird auch als Oberbegriff für viele vietnamesische Kampfsportarten verwendet. Manche Schulen nennen ihren Stil auch einfach nur Việt Võ Đạo.
Việt (越) = Hinweis auf das Herkunftsland Vietnam
Võ (武) = Kampfkunst
Đạo (道) = „Der Weg“, den der Lernende nimmt / „Die Methode“ / „Das Prinzip“

## Geschichte
Nach und während des Vietnamkrieges wurden viele vietnamesische Kampfkünste über die gesamte Welt verstreut und entwickelten sich weiter und auseinander.
Die „Việt Võ Đạo Föderation“ wurde am 3. November 1973 gegründet, um möglichst viele vietnamesische Kampfkünste wieder zu vereinen. Unter anderem:
- Vovinam
- Viet vu dao
- Qwan Ki Do (Quan Ky)
- Han Bai (Weißer Kranich)
- Thang Long (Aufsteigender Drache)

Die Việt Võ Đạo Föderation macht es sich auch zur Aufgabe, Techniken weiterzuentwickeln und in der Welt zu verbreiten.
In logischer Weiterführung wird Việt Võ Đạo zu „Nhan Võ Đạo“, der Philosophie der Kampfkünste der „gesamten Menschheit“.